# Hug de Cervelló
Hug de Cervelló fou un bisbe català, membre d'una família noble, fill de Guerau Alemany IV de Cervelló. Fou canonge sagristà de l'església de Barcelona i el 1157 intervingué com a jutge en un litigi a Lleida contra Pere de Puigverd. Va acompanyar Ramon Berenguer IV a Torí i a la mort del comte el 1162 fou un dels dipositaris del seu testament. Amb data del 14 de juliol de 1163 ja consta com a Bisbe electe de Tarragona i va assistir a les corts on va jurar al rei Alfons I.
Va participar en les campanyes contra els àrabs. El 1165 va fundar el convent de canonges regulars d'agustins de Sant Miquel d'Escornalbou. Va concedir cartes de poblament a molts llocs del Camp de Tarragona, sol o bé juntament amb el rei.
L'enemistat existent entre el seu antecessor Bernat Tort i el cavaller normand Robert d'Aguiló es va agreujar en el transcurs del seu pontificat, i Guillem d'Aguiló, comte de Tarragona i fill i hereu de Robert, va arribar a usar la violència. La vídua i fills de Robert no volgueren reconèixer la donació que l'arquebisbe havia fet al comte de Barcelona de bona part del domini de la Mitra. El rei Alfons es va decantar contra la família Aguiló.
L'any 1168 a Tarragona i davant el rei se celebrà un judici en el qual es considerà vàlida la cessió feta per Robert a l'arquebisbe, però es concedí a la família Aguiló el dret de nomenar vegueries i justícies. Aquesta concessió no va agradar al bisbe.
El mateix 1168 fou assassinat a Tortosa el primogènit de Robert, Guillem, i segons el seu germà Berenguer d'Aguiló el crim fou instigat pel bisbe. El 17 d'abril de 1171 Hug moria a mans de Berenguer qui va confessar obrar en venjança per la mort del seu germà. El comte-rei Alfons va venir des de Perpinyà i decretà l'exili dels Aguiló i la confiscació dels seus béns.
En el seu testament deixà una quantitat de diners per iniciar la construcció de la catedral de Tarragona. Les seves restes foren dipositades, anys més tard, en un ossari col·locat en el mur del creuer de la catedral, al costat de la capella de santa Bàrbara.